# (36121) 1999 RO143
1999 RO143 (asteroide 36121) é um asteroide da cintura principal. Possui uma excentricidade de 0.18742190 e uma inclinação de 0.52768º.
Este asteroide foi descoberto no dia 9 de setembro de 1999 por LINEAR em Socorro.